# GOG Gudme
El Gudme Oure Gudbjerg, también conocido como GOG Håndbold, es un club de balonmano danés de la ciudad danesa de Gudme. Actualmente juega en la 888ligaen, la primera división danesa. Fue fundado en 1973.

## Historia
Durante los 90 y los primeros años del siglo XXI, el GOG logró seis ligas, siendo uno de los clubes más exitosos de Dinamarca. También contaba con un exitoso equipo femenino en esos mismos años, pero con el tiempo el equipo femenino perdió importancia a nivel nacional.
En 2005, el GOG se fusionó con el Svendborg TGI, pasándose a llamar GOG Svendborg TGI. En 2010 y tras una cooperación con el HC Odense, el equipo femenino del GOG acabó siendo trasladado a Odense. El 26 de enero de 2010 el club danés se declaró en bancarrota.
El 18 de marzo de 2010, el club se refundó con el nombre de GOG 2010 A/S. Después descendió a Segunda División Danesa. En la temporada 2012-13 regresó a Primera División.

## Plantilla 2024-25
|  | Porteros - 01 Frederik Møller Wolff - 12 Peter Johannesson - 64 Salah Boutaf Extremos izquierdos - 23 Joachim Lyng Als - 43 Emil La Cour - 71 Alexander Blonz Extremos derechos - 19 Oskar Vind Rasmussen - 21 Kasper Emil Kildelund Pivots - 09 Henrik Jakobsen - 13 Andreas Johann Nielsen - 66 Anton Lindskog | Laterales izquierdos - 03 Nicolai Nygaard Pedersen - 08 Frederik Tilsted - 28 Emil Tonnesen Centrales - 10 Frederik Emil Pedersen - 15 Tobias Grøndahl Laterales derechos - 07 Lasse Vilhelmsen - 29 Hjalte Lykke - 37 Linus Persson |

## Palmarés

### Hombres
- Liga danesa de balonmano (7): 1992, 1995, 1996, 1998, 2000, 2004, 2007
- Copa de Dinamarca de balonmano (9): 1990, 1991, 1992, 1995, 1996, 1997, 2002, 2003, 2005

### Mujeres
- Liga danesa (4): 1990, 1991, 1992, 1993
- Copa de Dinamarca (6): 1988, 1989, 1991, 1992, 2000, 2005